# Later Days and Better Lays
Later Days And Better Lays è una raccolta di demo, versioni alternative e inediti del gruppo pop punk statunitense The Queers, pubblicata il 23 marzo 1999 da Lookout! Records.

## Tracce
- Tutte le tracce scritte da Joe Queer, eccetto dove indicato.

1. Granola Head - 2:17
2. I Hate Everything - 1:51
3. Murder In The Brady House (Ben Weasel) - 2:06
4. I Won't Be - 2:12
5. Nobody Likes Me - 2:14
6. Can't Stop Farting - 1:46
7. Night Of The Livid Queers - 2:30
8. Monster Zero - 3:11
9. Too Many Twinkies - 2:01
10. Teenage Bonehead - 2:53
11. Half Shitfaced - 2:09
12. Hi Mom It's Me - 1:05
13. I Live My Life - 1:57
14. Feeling Groovy - 2:22
15. Born To Do Dishes - 2:04
16. Junk Freak - 3:26
17. No Tit - 1:23
18. Little Hond (Brian Wilson/Mike Love) - 2:49
19. Blonder and Blonder (Kim Shattuck) - 2:29
20. I Can't Get Over You (Queer/Lisa Marr) - 3:05
21. Never Ever (Queer/JJ Rassler) - 7:56